# Dennis Smith (regista)
Dennis L. Smith (...) è un regista, autore televisivo e direttore della fotografia statunitense.
Dopo aver svolto un'attività come operatore di ripresa, Dennis Smith lavora principalmente come regista alternandosi frequentemente tra cinema e tv. È attivo, dall'inizio degli anni ottanta, in molte serie televisive di successo, tra cui NCIS - Unità anticrimine, Numb3rs e NCIS: Los Angeles.

## Filmografia parziale
- NCIS (63 episodi, 2003-2017) - serie TV
- NCIS: Los Angeles (35 episodi, 2010-2022) - serie TV
- NCIS: New Orleans (2 episodi, 2014-2016) - serie TV
- Person of Interest (1 episodio, 2011) - serie TV
- Fringe (3 episodi, 2009-2011) - serie TV
- 90210 (1 episodio, 2010) - serie TV
- Royal Pains (1 episodio, 2010) - serie TV
- The Vampire Diaries (1 episodio, 2010) - serie TV
- Numb3rs (11 episodi, 2005-2009) - serie TV
- Moonlight (1 episodio, 2007) - serie TV
- Just Legal (1 episodio, 2006) - serie TV
- JAG - Avvocati in divisa (7 episodi, 2002-2005) - serie TV
- Bull (16 episodi, 2017-2022) - serie TV